# Albert Bonnema
Albert Bonnema – holenderski śpiewak operowy (tenor).

## Życiorys
Albert Bonnema ukończył studia operowe w Sweelinck Conservatory w Amsterdamie pod kierunkiem mezzosopranistki Cory Canne Meijer. Później kształcił się pod okiem wybitnego szwedzkiego tenora Nicolai'a Geddy.
Jeszcze jako student zdobył kilka nagród, które przyczyniły się do licznych wystąpień w holenderskiej telewizji i otrzymania angażu w Theatre des Westens w Berlinie. Przez wiele lat śpiewał główne role w klasycznej operetce, zarówno w Berlinie, jak i w Wiedniu, a następnie został zaangażowany przez Stadtheater Bern w Szwajcarii, gdzie stał się częścią zespołu operowego. Zbudował tam duży repertuar i rozwinął głos w kierunku tenora bohaterskiego. 
W 1995 roku wziął udział w przesłuchaniach do Holenderskiej Opery Narodowej  i został natychmiast zaproszony do roli Waltera von Stolzing w operze Richarda Wagnera "Die Meistersinger von Nürnberg". Jego sukces w tej roli doprowadził do międzynarodowego uznania. Reżyser Harry Kupfer zaprosił ALberta Bonneme do zaśpiewania partii Stevy w "Jenufie" Leoša Janáčka w Semperoper w Dreźnie i Florestana w Beethovenowskiej "Leonore" w Komische Oper Berlin. John Eliot Gardiner zaangażował go w te same role podczas tournée po Włoszech i Francji, a następnie na Holland Festival, gdzie występ w Amsterdam Concertgebouw emitowany był w holenderskiej telewizji.
Albert Bonnema występował na deskach teatrów operowych, m.in. w Berlinie, Bonn, Zurychu, Brukseli, Dublinu, Rzymu, Tel Awiwu, Tokio, czy Sidney. Wykreował tam dziesiątki głównych ról operowych. Jego repertuar wypełnia także muzyka oratoryjna oraz kameralistyka wokalna wszystkich epok. Jest również cenionym pedagogiem śpiewu, który regularnie organizuje kursy mistrzowskie na całym świecie i zasiada w jury międzynarodowych konkursów wokalnych.